# Odontaspis
Il genere Odontaspis comprende due specie di squali appartenenti alla famiglia Odontaspididae.

## Distribuzione e habitat
Queste specie sono diffuse nella fascia tropicale e temperata di tutti gli oceani.

## Descrizione
La forma del corpo è quella tipicamente squaliforme, allungato e idrodinamico, poco compresso ai fianchi, con naso appuntito e grossa apertura boccale. Presentano pinne carnose dalla forma triangolare, la coda (lunga quasi 1/3 dell'intero corpo) è formata da una pinna allungata intorno al prolungamento della spina dorsale. 
Le dimensioni massime si attestano sui 360–400 cm.

## Riproduzione
Sono specie ovovivipare: partoriscono piccoli vivi di dimensioni già impressionanti (circa 105 cm per O. ferox).

## Specie
Il genere comprende due specie esistenti
- Odontaspis ferox, cagnaccio;
- Odontaspis noronhai, cagnaccio occhiogrosso

e tre specie oggi estinte, di cui sono stati rinvenuti fossili:
- Odontaspis aculeatus
- Odontaspis speyeri
- Odontaspis winkleri